# 아빠 (2015년 영화)
아빠(Babai, Father)는 독일, 코소보, 북마케도니아, 프랑스에서 제작된 비사르 모리나 감독의 2015년 드라마 영화이다. 발 마로쿠 등이 주연으로 출연하였다.

## 출연

### 주연
- 발 마로쿠
- 아스트리드 카바시

### 조연
- 아드리아나 마토시
- 드제브데트 야사리